# Gerardo Broggini
Gerardo Broggini (* 16. November 1926 in Locarno; † 29. Oktober 2018 in Sagno) war ein Schweizer Jurist und Romanist. Er war Professor für Römisches Recht und Privatrecht an den Universitäten Freiburg (Schweiz) und Heidelberg sowie an der Katholischen Universität vom Heiligen Herzen in Mailand. Ab 1968 war er auch Rechtsanwalt in Mailand. 

## Leben
Broggini studierte Rechtswissenschaften und habilitierte sich 1956 an der Universität Heidelberg mit einer Arbeit zum Römischen Recht. Danach war er von 1956 bis 1961 ordentlicher Professor an der Universität Freiburg (Schweiz) und von 1961 bis 1968 an der Universität Heidelberg für Römisches Recht, Privatrechtsvergleichung und internationales Privatrecht. Einer seiner Assistenten in Heidelberg war der Romanist Walter Selb.
1964 gründete Broggini mit dem damaligen Präsidenten des deutschen Bundesgerichtshofs Bruno Heusinger die Vereinigung für den Gedankenaustausch zwischen deutschen und italienischen Juristen e.V., seit der Bochumer Tagung am 15./16. Juni 2001 „Deutsch-italienische Juristenvereinigung. Vereinigung für den Gedankenaustausch zwischen deutschen und italienischen Juristen e.V.“
Von 1968 bis 1990 lehrte er an der Katholischen Universität Mailand Römisches Recht und bis November 1999 internationales Privatrecht. Bis Juni 2002 hielt er Lehrveranstaltungen über Schiedsverfahren.
Broggini war neben vielen anderen Auszeichnungen Träger des Österreichischen Ehrenzeichens für Wissenschaft und Kunst: Auslandsmitglied der Kurie für Wissenschaft.
1997 wurde ihm die Festschrift Collisio Legum gewidmet. 
Aufgrund seiner Rechtskenntnis im deutschen, französischen, italienischen und österreichischen Recht gilt er als einer der Wegbereiter der europäischen Rechtsintegration.

## Werke
Das Schriftenverzeichnis von Gerardo Broggini umfasst in der Festschrift 1997 die Seiten XI-XV. Die folgenden Belege charakterisieren seinen weiten Arbeitsbereich:
- Iudex arbiterve: Prolegomena zum Officium des römischen Privatrichters. In der Reihe: Forschungen zum Römischen Recht Nr. 10. Köln-Graz 1957. (Habilitationsschrift an der Universität Heidelberg vom 16. Juni 1956).
- D 12,6,23,3 Transactio post litem contestam. In: Savigny-Zeitschrift für Rechtsgeschichte, Romanistische Abteilung (SZRom) Band 73, 1956. Seite 356. („D“ = Digesten)
- Vindex und Judex. Zum Ursprung des römischen Zivilprozesses. In: SZRom 76, 1959, Seite 113.
- Dauer und Wandel im Recht. Zeitschrift für Schweizer Recht-ZSchweizR 84 (1965) Seite 9.
- Index interpolationum, quae in Iustiniani codice inesse dicuntur. Editionem a Ludovico Mitteis inchoatam ab aliis viris doctis perfectam ope Litterarum Academiae Borussieae, Litterarum Societatis Saxonicae, Societatis studiis Germaniae sustentandis adiuti curaverunt Ernestus Levy, Ernestus Rabel. [Suppl. 2]: Tomus in quo ea commemorantur, quae viri docti in scriptis ante annum 1936 editis suspicati sunt. Weimar 1969.
- Cunabula iuris: studi storico-giuridici. Milano 2002. ISBN 88-14-07673-1.
- Die Auswirkungen der EuGVVO auf den deutsch-italienischen Rechtsverkehr. Arbeitstagung 2003 der deutsch-italienischen Juristenvereinigung in Freiburg. „EuGGVO“: Verordnung über die gerichtliche Zuständigkeit und die Anerkennung und Vollstreckung von Entscheidungen in Zivil- und Handelssachen Verordnung Nr. 44/2001 des Rates vom 22. Dezember 2000. Amtsblatt der Europäischen Union Nr. L 12 vom 16. Jänner 2001. Seite 1.